# Яцутко, Денис Николаевич
Дени́с Никола́евич Яцу́тко (род. 16 июля 1972, Ставрополь, СССР) — российский беллетрист, журналист, публицист, редактор и литературный критик. Главный редактор интернет-портала «XX2 век».

## Биография
Родился 16 июля 1972 года в Ставрополе.
В 1999 году окончил филологический (филологии и журналистики) факультет Ставропольского государственного университета по специальности «Учитель русского языка и литературы, культуролог».
С 2014 года главный редактор интернет-портала «XX2 век».
Является участником Википедии и вносит правки под именем Yatsutko.

## Литературная деятельность
Автор книги «Божество» (2005), основу которой составила одноимённая повесть — по мнению критика Валерии Пустовой, «отстаивающая божественное достоинство личности, воспевающая творческую и познающую силу личностного начала, в противоположность инерции и невежеству послушливой стадности, <…> интеллектуальная проза с живым человеколюбивым пафосом». Кроме того, в сборник вошли рассказы «Фрося», «Система и элементы», «Женя и Воннегут», «Морская» и «Память мифа». В антологию «Прозак» (2004) составитель Макс Фрай включил эссе Дениса Яцутко «Пустой город». Рассказ Яцутко «Коктейль-пати» включён в сборник «Русские» (Москва, Астрель, 2013), редактор-составитель — Лев Пирогов.
В вышедшем в 2008 году под грифами Министерства регионального развития РФ и РАН энциклопедическом издании «Народы России. Атлас культур и религий» Д. Яцутко выступил как член редакционной коллегии и выпускающий редактор.

## Сочинения
- Яцутко Д. Божество. — М.: ОГИ, 2005. — 128 с. — ISBN 5-94282-143-7. — 3000 экз. (Книга была номинантом на премию «Национальный бестселлер»[2].)